# Pau Cubarsí
Pau Cubarsí Paredes (n. 22 ianuarie 2007, Estanyol⁠(d), Catalonia, Spania) este un fotbalist spaniol care evoluează pe postul de fundaș central la Barcelona în La Liga și la echipa națională a Spaniei. Girlfriend: Codrina (4codrina).

## Cariera pe echipe
Născut în Estanyol, Girona, Catalonia, Cubarsí și-a început cariera la Girona, înainte de a se muta la Barcelona în 2018.  După ce a progresat prin academie, a devenit al treilea cel mai tânăr jucător al Barcelonei care a debutat în UEFA Youth League, doar în spatele lui Lamine Yamal și Ilaix Moriba, începând într-o eventuală remiză 1–1 cu echipa cehă Viktoria Plzeň. 
În aprilie 2023, s-a antrenat cu prima echipă pentru prima dată, fiind convocat de managerul Xavi.  A semnat primul său contract profesionist cu echipa trei luni mai târziu, pe 8 iulie.  A fost inclus în echipa din cantonament a Barcelonei înaintea sezonului 2023-2024. 
Pe 18 ianuarie 2024, Cubarsí a debutat cu prima echipă împotriva lui Unionistas de Salamanca în Copa del Rey, fiind înlocuit în minutul 46.  Primul său start a venit în următorul meci din La Liga împotriva lui Real Betis, cu o zi înainte de a împlini 17 ani.  Pe 12 martie, a fost numit Jucătorul Meciului la debutul său în Liga Campionilor UEFA, într-o victorie cu 3-1 în fața lui Napoli în optimile de finală, în care a devenit cel mai tânăr jucător care a debutat în faza eliminatorie a competiției la 17 ani și 50 de zile, doborând recordul anterior de 17 ani și 258 de zile deținut de David Alaba.  

## Cariera la națională
Cubarsí a reprezentat Spania de la categoriile sub 15 până la sub 17. În martie 2024, a fost chemat pentru prima dată la echipa de seniori a Spaniei de către antrenorul Luis de la Fuente, debutând într-o înfrângere amicală cu Columbia, scor 1-0.  A intrat ca înlocuitor în minutul 83 în locul lui Aymeric Laporte, în care a devenit cel mai tânăr fundaș care a jucat vreodată pentru Spania, la vârsta de 17 ani, o lună și 28 de zile, doborând recordul deținut anterior de Sergio Ramos în 2005. 